# Ábel

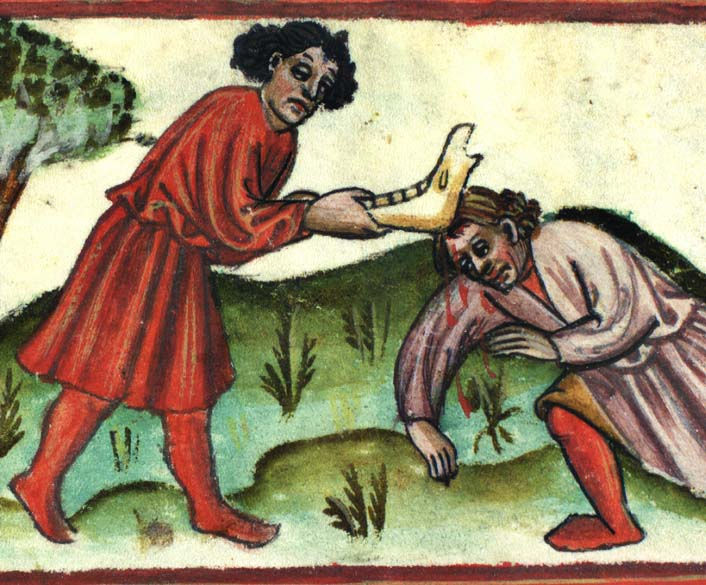
Bratrovražda - Kain zabíjí Ábela, 15. stol.

Ábel (hebrejsky הֶבֶל‎, Hevel, doslova: "Pomíjení", původně však hebrejský výraz označoval ranní páru nad vodní hladinou, která po východu slunce rychle zmizí;  arabsky هابيل‎, Hábíl) je postava z biblické knihy Genesis a koránu. V křesťanské, židovské a islámské tradici druhý syn Adama a Evy – mladší bratr Kaina. Byl pastýřem ovcí. Vyprávění o příběhu Kaina a Ábela se v bibli nachází v Genesis 4, 1–16, v koránu pak 5, 26–32.
Biblický příběh o bratrech Ábelovi a Kainovi je umístěn do první lidské generace. Událost znázorňuje všeobecnou povahu lidské situace mezi lidmi - bratry, která vede až k bratrovraždě. Bůh odmítá Kainovu oběť, ten žárlí na bratra Ábela, až ho zabije.
Po smrti Ábela měli Adam a Eva ještě dalšího syna Šéta.